# Leiocithara macrocephala
Leiocithara macrocephala é uma espécie de gastrópode do gênero Leiocithara, pertencente a família Mangeliidae.